# Jean-Pierre Denis
Jean-Pierre Denis (Saint-Léon-sur-l'Isle, 26 de marzo de 1946) es un guionista y director de cinema francés.

## Biografía
De formación autodidacta, trabajó en el Servicio de adeuans francés para el departamento audiovisual y de relaciones con la prensa, trabajo en el que pedía la excedencia para realizar proyectos cinematográficos.
Se autoprodujo el primer largometraje, Istòria d'Adrian, primer film rodado totalmente en occitano, con el que ganó la Caméra d'Or en el Festival de Cannes de 1980, y que lanzará su carrera como director, paralela a su trabajo en aduanas. Volvería a ser seleccionado en el Festival de Cannes de 1987 con su film Champ d'honneur, esta vez en la sección oficial de la Palma d'Or. Su film más conocido para el público es Les Blessures assassines, de 2000, que le valdría las primeras nominaciones en los Premios César de 2001, entre los els dos más importantes, a la mejor película y mejor director, y ganó el Premio la actriz prometedora para Sylvie Testud (una categoría en la cual también fue mombrado al actor principal, Julie-Marie Parmentier).
También estuvo presente en los Encuentros de Cine de Lo Boisson de Cadonh (Dordoña), donde aportó su testimonio sobre la necesidad de seguir animando la producció de films de arte y ensayo, que se vieron amenazados por la desafección del Estado.

## Filmografía
- Istòria d'Adrian (1980)
- La Palombière (1983)
- Champ d'honneur (1987)
- Les Yeux de Cécile (1993)
- Les Blessures assassines (2000)
- La Petite Chartreuse (2005)
- Ici-bas (2011)

## Premios y nominaciones

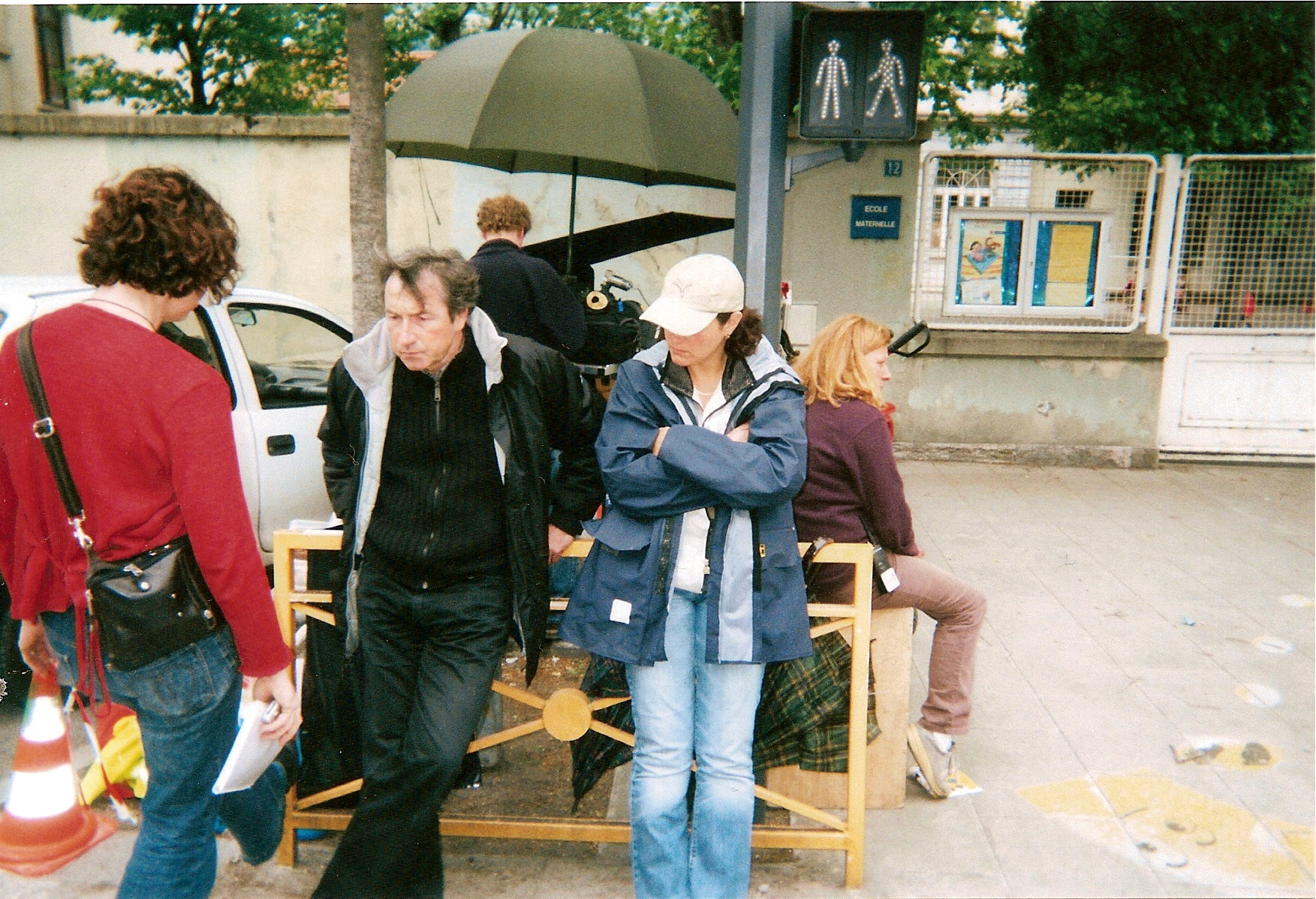
Jean-Pierre Denis en el rodaje de La Petite Chartreuse (2004)

### Premios
- Caméra d'or en el Festival de Cannes de 1980 por Istòria d'Adrian
- Grand Premio en el Festival de Paris-Île-de-France 1987 por Champ d'honneur
- Mejor director en el festival de Mar del Plata 2001 por Les blessures assassines

### Nominaciones
- Selección oficial en el Festival de Cannes de 1987 por Champ d'honneur
- Mejos film y mejor director en los Premios César de 2001 por Les blessures assassines